# Montenero-Petacciato
Montenero-Petacciato (wł. Stazione di Montenero-Petacciato) – stacja kolejowa w Petacciato, w prowincji Campobasso, w regionie Molise, we Włoszech. Znajduje się na linii Adriatica (Ankona – Lecce). Obsługuje również gminę Montenero di Bisaccia.
Według klasyfikacji RFI ma kategorię brązową.

## Linie kolejowe
- Adriatica